# لویک لووال
لویک لووال (انگلیسی: Loïc Loval؛ زادهٔ ۲۸ سپتامبر ۱۹۸۱) بازیکن فوتبال اهل فرانسه است.
از باشگاه‌هایی که در آن بازی کرده‌است می‌توان به باشگاه فوتبال ونس، باشگاه فوتبال والنسین، باشگاه فوتبال سرکل بروژ، باشگاه فوتبال سلانگور، باشگاه فوتبال سوشو، باشگاه فوتبال دی گرافشاپ، باشگاه فوتبال گو اهد ایگلز، و باشگاه فوتبال اوترخت اشاره کرد.
وی همچنین در تیم ملی فوتبال جزیره گوادلوپ بازی کرده‌است.